# Hydriomena popoa
Hydriomena popoa är en fjärilsart som beskrevs av William Schaus 1922. Hydriomena popoa ingår i släktet Hydriomena och familjen mätare. Inga underarter finns listade i Catalogue of Life.